# Tournefortia roigii
Tournefortia roigii är en strävbladig växtart som beskrevs av Nathaniel Lord Britton. Tournefortia roigii ingår i släktet Tournefortia och familjen strävbladiga växter. Inga underarter finns listade i Catalogue of Life.